# José Yglesias
José Yglesias (29 de noviembre de 1919 - 7 de noviembre de 1995) fue un escritor y periodista estadounidense.

## Biografía
Yglesias nación en Ybor City que forma parte de Tampa, Florida, Estados Unidos en una familia cubana de origen español (gallego).
Se trasladó a Nueva York en 1936 y sirvió en la marina de los Estados Unidos durante la Segunda Guerra Mundial. Estudió en el Black Mountain College, si bien no se graduó. Fue crítico de cine en el periódico The Daily Worker. Además de en Nueva York City vivió también en la población de North Brooklin, en el estado de Maine. Entre 1953 y 1963 trabajó como ejecutivo en la compañía farmacéutica Merck Sharp and Dohme. Después de publicar su primer libro A Wake in Ybor City, tanto él como su esposa, la novelista Helen Yglesias, se dedicaron a la escritura profesionalmente, como también haría su hijo Rafael Yglesias en el futuro, como novelista y guionista. 
José Yglesias falleció el 7 de noviembre de 1995 en el hospital Beth Israel de Nueva York de cáncer.
Publicó doce libros y muchos artículos para The New Yorker, Esquire, la revista del The New York Times entre otras publicaciones periódicas.

## Obra
- A Wake in Ybor City (1973), sobre los cubanos emigrados a Florida.
- The Goodbye Land (1967), sobre Galicia, la región de origen de su padre.
- In the Fist of the Revolution (1968), una visión intimista de Mayari, una pequeña población campesina en Cuba, durante el gobierno de Fidel Castro.
- An Orderly Life (1968)
- Down There (1970), trata sobre la vida de la gente en Brasil, Cuba, Chile y Perú.
- The Truth About Them (1971)
- Double Double (1974)
- The Franco Years (1975), una serie de entrevistas y reflexiones en torno a personas que vivían en España bajo el régimen de Franco.
- The Kill Price (1976)
- Home Again
- Tristan and the Hispanics (1989), centrada en la vida de un hombre que fue el más famoso escritor latino americano de su generación.
- Widower’s Walk (1996)[3]